# Ugo La Malfa
Ugo La Malfa (Palermo, 16 maggio 1903 – Roma, 26 marzo 1979) è stato un politico italiano. Con un passato antifascista, fu tra i fondatori del Partito d'Azione nel 1942 e ministro dei trasporti sotto Ferruccio Parri. Eletto nel 1946 all'Assemblea Costituente nelle file della Concentrazione Democratica Repubblicana (minoranza), da lui fondata con lo stesso Parri, portò il partito a confluire nel Partito Repubblicano Italiano nel medesimo anno.
Ininterrottamente deputato dal 1948 fino alla morte, fu ministro del commercio con l'estero nel sesto e settimo governo De Gasperi, ministro del bilancio nel quarto governo Fanfani, ministro del tesoro nel quarto governo Rumor e vicepresidente del Consiglio dei ministri del quarto governo Moro.
Fu anche segretario del Partito Repubblicano Italiano dal 1965 al 1975 e suo presidente dal 1975 al 1979.
Suoi  figli Giorgio La Malfa e Luisa La Malfa Calogero.

## Biografia
Nacque da Vincenzo La Malfa e Filomena Imbornone. 
Il padre era appuntato di Pubblica Sicurezza; la madre, proveniente da famiglia agiata, anche se ormai decaduta, ispirò nei figli (Ugo, Renato e Olga) una tenace esigenza di emergere dal soffocante ambiente della piccola borghesia siciliana e di emanciparsi dalle ristrettezze in mezzo alle quali trascorsero l'infanzia.

### Prima del 1945
Diplomatosi in ragioneria, nel 1920 ottenne anche la licenza liceale al "Torquato Tasso" di Roma.
Si iscrisse alla facoltà di giurisprudenza dell'Università degli Studi di Palermo, poi si trasferì a Venezia per frequentare alla Ca' Foscari il Regio istituto superiore di scienze economiche e commerciali. Fra i suoi docenti ebbe Francesco Carnelutti, Silvio Trentin e Gino Luzzatto.
Influenzato principalmente dal pensiero di Giustino Fortunato, Gaetano Salvemini e Benedetto Croce, fin dagli anni dell'Università ha contatti con il movimento repubblicano di Treviso e con altri gruppi antifascisti. Nel 1924 si trasferisce a Roma con una borsa di studio per frequentare un corso sul commercio italo-americano. Partecipa alla fondazione dell'"Unione goliardica per la libertà" che ebbe vita brevissima ma guadagnò abbastanza autorevolezza da essere citata sia sulle pagine de "La Rivoluzione Liberale" di Piero Gobetti, sia sul foglio "Non Mollare!" di Carlo Rosselli. Il 14 giugno del 1925 interviene al primo congresso dell'Unione nazionale democratica fondata da Giovanni Amendola. Il movimento amendoliano è in seguito dichiarato fuori legge: il giovane La Malfa figura nella "Pentarchia" che ha lo scopo di porre in liquidazione il movimento. Si laurea nel 1926 a Venezia con una tesi in diritto processuale civile, dal titolo: Di alcune caratteristiche giuridiche del contratto della giurisdizione, dell'arbitrato, della conciliazione nei diritti intersindacale, interindividuale ed internazionale. Il suo relatore è Carnelutti. Dopo la laurea frequenta la scuola allievi ufficiali d'artiglieria di Palermo per il servizio militare, ma viene degradato e trasferito in Sardegna per aver diffuso la rivista antifascista Pietre ma pochi mesi dopo congedato per motivi di salute. Nel 1928 viene arrestato nel quadro delle retate seguenti all'attentato alla Fiera di Milano, ma viene presto prosciolto.
A causa dei suoi trascorsi politici, il suo contratto all'Istituto Nazionale per l'Esportazione non è rinnovato. Nel 1930 è chiamato da Giovanni Gentile all'Enciclopedia Treccani, ed è redattore di alcune voci fra cui "Industria": qui lavora sotto la direzione del filosofo fascista di sinistra, teorizzatore della comunistica "corporazione proprietaria", Ugo Spirito, frequentando altri giovani intellettuali fascisti e non fascisti. Alla Treccani Ugo La Malfa conosce anche la siciliana Orsola Corrado, che sposa nel 1934. Quell'anno grazie a Manlio Masi, direttore dell'Istituto Nazionale per l'Esportazione, viene assunto da Raffaele Mattioli a Milano, all'Ufficio studi della Banca Commerciale Italiana del quale diviene direttore nel 1938.
In questi anni lavora intensamente, soprattutto con funzioni di raccordo fra i vari gruppi dell'antifascismo, per costituire una rete che confluisce nel Partito d'Azione, di cui egli sarà uno dei fondatori. Il 1º gennaio 1943 La Malfa e l'avvocato Adolfo Tino riescono a pubblicare il primo numero clandestino de L'Italia libera; nello stesso anno La Malfa deve lasciare l'Italia per sfuggire a un arresto della polizia fascista. Trasferitosi a Roma, prende parte alla Resistenza e rappresenta il PdA in seno al CLN, insieme con Sergio Fenoaltea. Esprime una linea di intransigenza sulla questione istituzionale che costituisce un'alternativa alla linea che Palmiro Togliatti imprime al suo rientro in Italia con la svolta di Salerno.

### Dal dopoguerra agli anni sessanta

Ugo La Malfa nel 1969

Finito il conflitto, è chiamato per il suo partito nella Consulta Nazionale. Nel giugno 1945 assume la guida del dicastero dei Trasporti nel governo guidato da Ferruccio Parri. Nel dicembre, primo governo di Alcide De Gasperi, è nominato brevemente ministro per la Ricostruzione e in seguito Ministro del commercio con l'estero. Nel febbraio del 1946 si tiene il primo congresso del Partito d'Azione, nel quale prevale la corrente filosocialista facente capo a Emilio Lussu: La Malfa e Parri lasciano il partito, il primo dimettendosi anche dal governo. A marzo, La Malfa partecipa alla costituzione della Concentrazione Democratica Repubblicana che si presenta alle elezioni per l'Assemblea Costituente del giugno 1946: La Malfa risulta eletto insieme a Parri. Nel settembre dello stesso anno, incoraggiato da Pacciardi, La Malfa aderisce al Partito Repubblicano Italiano (PRI); si scontra, intorno agli indirizzi politico-economici della storica formazione, con l'ostilità della vecchia guardia, rappresentata soprattutto da Giovanni Conti.
Nell'aprile del 1947 La Malfa viene designato a rappresentare l'Italia al Fondo Monetario Internazionale. L'anno seguente è nominato vicepresidente dell'Istituto. Ma non lascia la politica attiva. Nello stesso anno infatti assume, insieme con Belloni e Reale, la segreteria provvisoria del partito. Eletto nella I legislatura deputato alla Camera nel 1948 nella circoscrizione Emilia-Romagna (confermato fino alla VII legislatura).
Nel 1950 assume l'incarico di ministro senza portafoglio con il compito di procedere alla riorganizzazione dell'IRI. Fondamentale per i destini dell'economia italiana, l'opera da lui portata a termine, nel 1951, divenuto ministro del Commercio estero (fino al 1953), per la liberalizzazione degli scambi e per la soppressione dei contingentamenti alle importazioni. Il decreto sulla liberalizzazione apre la strada al "boom" economico italiano. Nel 1952 propone, senza successo, una "Costituente programmatica" tra i partiti laici; dal 1956, radicando la cultura repubblicana nella tradizione democratica e in particolare nel New Deal di Franklin Delano Roosevelt, elabora la strategia del centrosinistra e dell'incontro con il Partito Socialista Italiano (PSI), con il duplice obiettivo di allargare le basi democratiche dello Stato e di avviare una politica di riforme. Dal 1953 al 1958 è presidente della Giunta per i trattati di commercio e la legislazione doganale della Camera.
Nel 1957 i repubblicani ritirano l'appoggio esterno al governo Segni; Randolfo Pacciardi lascia la direzione del partito. Nel 1959 La Malfa assume la direzione de La Voce Repubblicana. Nel 1962 è nominato ministro del Bilancio nel governo tripartito Fanfani caratterizzato da un'opera riformatrice per preparare l'ingresso del PSI nell'area della legittimazione democratica.

### La "Nota aggiuntiva"
Nel mese di maggio presenta la Nota aggiuntiva, che fornisce una visione generale dell'economia italiana e degli squilibri da cui è caratterizzata, delineando inoltre gli strumenti e gli obiettivi della programmazione democratica attraverso la politica dei redditi. Il quadro diagnostico di La Malfa si concentrava su tre campi di intervento: il settore agricolo; l'industrializzazione nel Mezzogiorno e lungo la dorsale adriatica; i consumi e servizi pubblici, in particolare istruzione, sanità, previdenza sociale e gestione del territorio. Strumenti per raggiungere questi obiettivi vengono identificati negli Enti di sviluppo per le zone agricole; nella programmazione regionale; e nella volontà politica di perseguire un'espansione dei consumi pubblici superiore a quelli privati.
Nel campo dei consumi e dei servizi pubblici, di particolare rilevanza è la discussione sulla scuola, in cui «la crisi è gravissima» con il rischio di innescare «un processo cumulativo, pericolosamente vicino al punto in cui diverrà irreversibile». Tre in particolare le preoccupazioni: modesta spesa in istruzione delle famiglie, struttura delle remunerazioni e del riconoscimento sociale che scoraggia l'investimento in capitale umano; e scarsità dei fondi destinati alla ricerca scientifica e all'istruzione.

### Segretario del PRI
Deve affrontare l'ostilità dei sindacati e di Confindustria. Nello stesso anno concorre alla decisione del governo di nazionalizzare l'industria elettrica. Dal 1963 al 1965 è presidente della Commissione bilancio e partecipazioni statali della Camera.
Espulso Randolfo Pacciardi dal Partito Repubblicano Italiano per avere votato contro il primo governo organico di centrosinistra, nel marzo del 1965 è eletto segretario del PRI. Si avvede immediatamente delle insufficienze della coalizione di centrosinistra.
Nel 1966 La Malfa apre un dibattito con il PCI che coinvolge Pietro Ingrao e Giorgio Amendola, col quale aveva condiviso le prime esperienze antifasciste, comunista, figlio di Giovanni: il leader repubblicano invita la sinistra a lasciare la sua vecchia ortodossia, ponendosi come forza in grado di sviluppare un approccio riformatore, consonante con la complessità di un paese radicato nell'Occidente e la cui crescita soffriva ancora di problemi irrisolti.

### Gli anni settanta
Nel 1970, dopo la caduta del terzo governo Rumor, La Malfa rifiuta l'invito di Emilio Colombo ad assumere la carica di Ministro del tesoro: per il leader repubblicano il governo non è in grado di delineare un piano strategico di finanziamenti per le riforme dell'università, della sanità, dei trasporti e della casa.
Nel quarto governo Rumor (1973), La Malfa assume l'incarico di ministro del Tesoro. Blocca la strada alla richiesta di aumento del capitale della Finambro, aprendo la strada al fallimento delle banche di Michele Sindona. Fa mettere a punto dagli uffici del ministero e con la collaborazione della Banca d'Italia un disegno di legge che, tra l'altro, mira a istituire un organo di vigilanza sull'attività  delle società per azioni e della borsa, testo normativo che in parte confluirà nel successivo decreto-legge n. 95 dell'8 aprile 1974 con cui vedrà la luce la Consob. Nel febbraio del 1974 si dimette dall'incarico a seguito di contrasti col ministro del Bilancio e della Programmazione economica Antonio Giolitti sulle condizioni poste da Fondo Monetario Internazionale al prestito di 1 235 miliardi di dollari all'Italia.

Francobollo emesso nel centenario della nascita

Dopo un periodo di lunga incomprensione con Aldo Moro, a partire dal 1968, nell'ottobre 1974 assume la vicepresidenza del consiglio nel quarto governo dello statista pugliese (bicolore DC - PRI). I rapporti con Moro sono cementati dalla convergenza nell'analisi delle difficoltà della democrazia italiana. Il quarto governo Moro avvia un dialogo col PCI di Enrico Berlinguer nella comune visione della necessità di una nuova fase che conduca a compimento il percorso avviato con la costruzione del sistema democratico. La Malfa riceve da Moro l'incarico di coordinatore della politica economica del governo, esercitando un'influenza notevole in alcune scelte (ad esempio nel caso della nomina a governatore della Banca d'Italia di Paolo Baffi). E il ministro del Bilancio e della Programmazione economica Giulio Andreotti accetta di cedergli la presidenza delle riunioni degli organismi di competenza del suo ministero.
Nel 1975 assume la presidenza del PRI, di cui Oddo Biasini diviene segretario. Nel gennaio del 1976, dopo la crisi di governo aperta dal PSI, crescono le sue preoccupazioni sull'evoluzione della democrazia italiana. Intanto, in una prospettiva europea, La Malfa porta il partito nella Federazione dei partiti liberali e democratici europei (attuale ALDE), nonostante la contrarietà della sinistra del PRI, che avrebbe preferito un'adesione all'Internazionale Socialista.
Tra il 1976 e il 1979 è convinto sostenitore della politica di "solidarietà nazionale" tesa a condurre il PCI nell'area di governo. La Malfa ha presente le difficoltà crescenti del sistema democratico e giudica positivamente la revisione ideologica e politica che Enrico Berlinguer imprime al PCI. Si impegnò a far conoscere questa revisione del PCI anche all'estero, ad esempio con un articolo sulla prestigiosa rivista USA "Foreign affairs" nella primavera del 1978.
Nel 1978 la sua azione risulta determinante nella decisione italiana di aderire al Sistema monetario europeo; nello stesso anno, nel periodo del sequestro Moro, La Malfa fu uno dei più attivi alfieri del cosiddetto "fronte della fermezza", ostile a ogni forma di trattativa con le Brigate Rosse. Scorse nel terrorismo rosso una devastante azione tesa a bloccare l'evoluzione della democrazia italiana e a colpire il faticoso processo di revisione del PCI.
In occasione delle elezioni presidenziali del 1978 l'eventualità di una sua candidatura è ostacolata dal veto di Bettino Craxi, in compenso La Malfa fu determinante nell'elezione di Sandro Pertini alla presidenza della Repubblica.
Dopo la caduta del IV Governo Andreotti (31 gennaio 1979) Pertini gli affida un incarico esplorativo al fine di sondare la possibilità di ricostituire una maggioranza di solidarietà mazionale. Il tentativo non ha successo, ma La Malfa rimane il primo laico dopo l'azionista Ferruccio Parri (1945) ad aver ricevuto l'incarico di formare un governo. Il 20 marzo 1979 è nominato vicepresidente del consiglio e Ministro del bilancio e della Programmazione economica nel V governo Andreotti.
La Malfa aveva l'obiettivo di favorire una ricomposizione tra PCI e PSI i cui rapporti, in verità, conoscevano un deterioramento che si rivelò negli anni successivi irreparabile. Del PRI Spadolini accettò di entrare nel governo mentre Bruno Visentini rifiutò, per poi prendere il suo posto con la sua morte: quattro giorni dopo, infatti, il 24 marzo La Malfa è colpito da emorragia cerebrale.
Il decesso sopraggiunse dopo due giorni di agonia.

## Curiosità
Noto per la sua sobrietà, si oppose all'introduzione della televisione a colori; i continui moniti, lanciati nei confronti dei governi di cui pure faceva parte e, comunque, nei confronti delle debolezze del sistema economico-sociale italiano, gli guadagnarono il soprannome di Cassandra della politica italiana.
Trasmise il testo del disegno di legge per l'istituzione della Consob al presidente del Consiglio Mariano Rumor con una lettera riservata-personale, segreto, allo scopo di "evitare speculazioni di borsa".

## Sinossi degli incarichi di Governo
| Ministro                                               | Mandato                             | Governo                |
| ------------------------------------------------------ | ----------------------------------- | ---------------------- |
| Ministro dei Trasporti                                 | 21 giugno 1945 - 10 dicembre 1945   | Governo Parri          |
| Ministro della ricostruzione                           | 10 dicembre 1945 - 22 dicembre 1945 | Governo De Gasperi I   |
| Ministro del commercio con l'estero                    | 9 gennaio 1946 - 20 febbraio 1946   | Governo De Gasperi I   |
| Ministro senza portafoglio                             | 27 gennaio 1950 - 26 luglio 1951    | Governo De Gasperi VI  |
| Ministro del commercio con l'estero                    | 5 aprile 1951 - 26 luglio 1951      | Governo De Gasperi VI  |
| Ministro del commercio con l'estero                    | 26 luglio 1951 - 16 luglio 1953     | Governo De Gasperi VII |
| Ministro del bilancio                                  | 21 febbraio 1962 - 21 giugno 1963   | Governo Fanfani IV     |
| Ministro del tesoro                                    | 6 luglio 1973 - 14 marzo 1974       | Governo Rumor IV       |
| Vicepresidente del Consiglio dei ministri              | 23 novembre 1974 - 12 febbraio 1976 | Governo Moro IV        |
| Vicepresidente del Consiglio dei ministri              | 20 marzo 1979 - 26 marzo 1979       | Governo Andreotti V    |
| Ministro del bilancio e della programmazione economica | 20 marzo 1979 - 26 marzo 1979       | Governo Andreotti V    |